# Bi bim bap
För andra betydelser, se Bi Bim Bap.
Bi bim bap är ett "busringningsalbum" av radioprogrammet Hassan med Fredrik Lindström i spetsen. Skivan gavs ut av Sveriges Radio 2006 och innehåller två busringningar sen tidigare skivor; "Konstig röst" på Oxbringa - vol. 4 (där den står under namnet "Fel på telefon") och "Avloppstopp" på Tillvaratagna effekter (där den står inskriven som "Översvämning").

## Låtlista
| Nr | Titel                            | Medverkande                      | Spelningstid |
| -- | -------------------------------- | -------------------------------- | ------------ |
| 1  | "Röstprov"                       | Hasse Pihl                       | 0:53         |
| 2  | "SM i catering"                  | Fredrik Lindström                | 2:02         |
| 3  | "Mjölk-ångest"                   | Lars Sundholm                    | 1:07         |
| 4  | "Must"                           | Fredrik Lindström                | 4:56         |
| 5  | "Hålla andan"                    | Richard Linderbäck               | 0:50         |
| 6  | "Mannen som gjorde det omöjliga" | Fredrik Lindström                | 0:32         |
| 7  | "Ordstävsuppfinnaren"            | Fredrik Lindström                | 3:43         |
| 8  | "Ta sin Mats ur skolan"          | Fredrik Lindström, Kristian Luuk | 0:58         |
| 9  | "Mårten Rask har inte tid"       | Fredrik Lindström, Hasse Pihl    | 0:40         |
| 10 | "Konstig röst"                   | Hasse Pihl                       | 2:17         |
| 11 | "Bilhyra"                        | Fredrik Lindström                | 1:45         |
| 12 | "Personligt registreringsnummer" | Kristian Luuk                    | 1:27         |
| 13 | "Erbjuden beskydd"               | Fredrik Lindström                | 1:15         |
| 14 | "Bidrag till porrfilm"           | Fredrik Lindström                | 1:30         |
| 15 | "Brevbäraren äter post"          | Kristian Luuk                    | 1:15         |
| 16 | "Hyra bud"                       | Fredrik Lindström                | 1:22         |
| 17 | "Frodenkvist om skjortvikning"   | Pontus Djanaieff                 | 2:53         |
| 18 | "Direktreklam"                   | Fredrik Lindström                | 1:19         |
| 19 | "Arbetsförmedlingen"             | Kristian Luuk                    | 0:37         |
| 20 | "Har Gino lämnat paket?"         | Fredrik Lindström                | 1:10         |
| 21 | "Arbetssökande materialare"      | Kristian Luuk                    | 1:58         |
| 22 | "Mens"                           | Pontus Djanaieff                 | 1:05         |
| 23 | "Snortare vill sjukskriva sig"   | Kristian Luuk                    | 1:42         |
| 24 | "Brödrost"                       | Kristian Luuk                    | 1:48         |
| 25 | "Avloppstopp"                    | Fredrik Lindström                | 2:20         |

## Medverkande
- Fredrik Lindström
- Pontus Djanaieff
- Kristian Luuk
- Hasse Pihl
- Lars Sundholm
- Richard Linderbäck